# 稜柱接點

二維下的稜柱接點，接點只能在一個方向上移動，不能旋轉。下圖是一個簡易的活塞缸剖面圖，其中有實現稜柱接點的功能

稜柱接點（prismatic joint）提供二物體之間的線性滑動運動，在滑動對中會稱為滑塊（如同在滑塊曲柄連桿機構裡的用法一樣）。稜柱接點可以用多面體截面的柱（稜柱）來製作，以避免其旋轉。可以參考燕尾接頭及滑動軸承的例子。
稜柱接點中二物體的相對運動可由一個物體相對另一物體的線性滑動來定義。稜柱接點的運動方式只有單一參數，因此是一自由度的运动副。
稜柱接點可以提供單軸的滑動，常見於液壓缸或是氣壓缸中。

## 和其他接點的比較
稜柱接點和圓柱接點不同，兩者都可以在行進方向上進行平移，不過圓柱接點的圓柱可以沿著軸旋轉，有二個自由度。
稜柱接點也和螺旋不同，在平移時，螺旋會隨著平移距離而轉動，稜柱接點則不會轉動。